# Arthur R. Gould

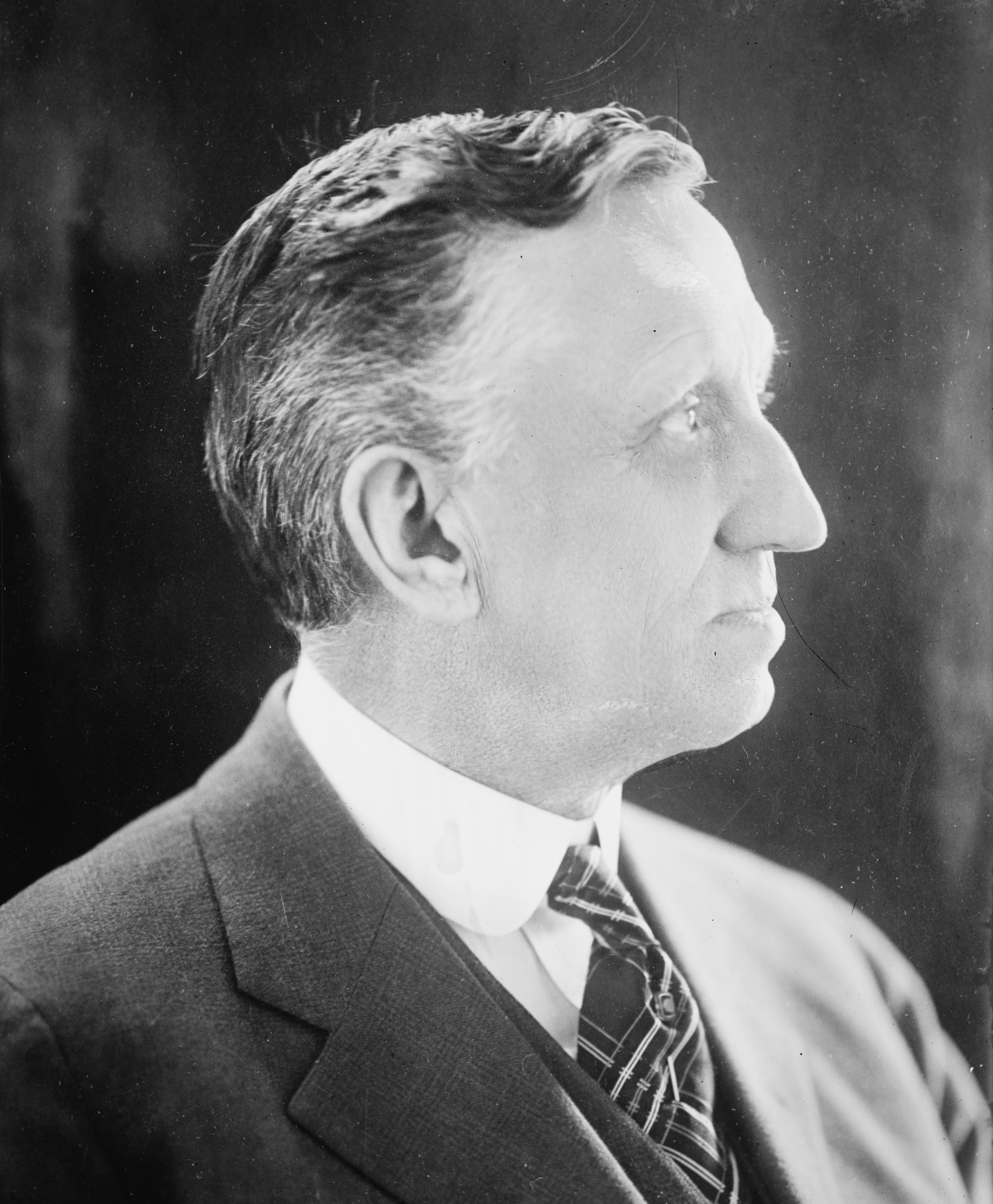
Arthur Robinson Gould

Arthur Robinson Gould (* 16. März 1857 in Corinth, Penobscot County, Maine; † 24. Juli 1946 in Presque Isle, Maine) war ein US-amerikanischer Politiker und Unternehmer. Von 1926 bis 1931 war er Mitglied des US-Senats.
Arthur Gould besuchte die East Corinth Academy und machte sich dann als Geschäftsmann selbständig. Nach einigen erfolglosen Unternehmungen arbeitete er ab 1875 im Lebensmittelgeschäft seines älteren Bruders in Bangor. Ab 1877 war er ein erfolgreicher Handelsvertreter im Tal des Penobscot River sowie im nördlich davon gelegenen Aroostook County und bald auch Teilhaber im Unternehmen seines Bruders. Zu dieser Zeit war das Gebiet um den Aroostook River zwar bereits besiedelt und einige Orte hatten bereits Stadtrecht, aber eine Bank gab es nicht. Gould ließ sich daher im November 1886 in Presque Isle nieder und gründete ein Geschäft sowie eine Bank. Seine bisherigen Handelsgeschäfte übergab er seinem jüngeren Bruder.
In den Jahren danach erwarb er große Anteile an zwei Sägewerken sowie an der Presque Isle Electric Company. Ab 1906 war er Direktor der Maine and New Brunswick Power Company. Aroostook County war zu dieser Zeit durch die Bangor and Aroostook Railroad aus Richtung Bangor sowie durch eine Zweigstrecke der Canadian Pacific Railway von Kanada aus eisenbahntechnisch erschlossen. Die Stadt Washburn nordwestlich von Goulds Wahlheimat Presque Isle war noch gänzlich ohne Bahnanschluss. Gould hatte die Idee, eine elektrische Eisenbahn zwischen Presque Isle und Washburn zu bauen und gründete 1902 die Aroostook Valley Railroad, die schließlich 1910 eröffnet wurde. Den Strom bezog die Bahn aus Goulds eigenem Kraftwerk. Goulds Investitionen im Aroostook County sorgten für einen deutlichen Aufschwung des Gebiets.
In den darauf folgenden Jahren wuchs Goulds Interesse an der Politik. Er war Mitglied der Republikanischen Partei und wurde 1921 in den Senat von Maine gewählt, dem er bis 1922 angehörte. Als der US-Senator Bert Fernald im August 1926 starb, erhielt Gould das Recht, dessen Posten bis zum Ende der Amtszeit auszufüllen. Er trat sein neues Amt als US-Senator am 30. November des Jahres an. Nach dem Ende der Amtsperiode am 3. März 1931 kehrte Arthur Gould nach Maine zurück. In seiner Zeit im Senat war er Vorsitzender des Einwanderungskomitees für den 71. Kongress der Vereinigten Staaten. Arthur R. Gould starb am 24. Juli 1946 in Presque Isle und wurde auf dem Mount Hope Cemetery in Bangor beigesetzt.